# 卡巴纳克和维拉格兰
卡巴纳克和维拉格兰（法語：Cabanac-et-Villagrains，法語發音：[kabanak e vilaɡʁɛ̃]）是法国吉伦特省的一个市镇，属于波尔多区。

## 地理
卡巴纳克和维拉格兰（44°36'24"N, 0°33'12"W）面积69 平方千米，位于法国新阿基坦大区吉倫特省，该省份为法国西南部沿海省份，是法國本土面积最大的省，北起滨海夏朗德省，西临大西洋，南至朗德省，东南接洛特-加龍省，东临多爾多涅省。
与卡巴纳克和维拉格兰接壤的市镇（或旧市镇、城区）包括：圣莫里永、卢沙茨、吉洛、朗迪拉斯、索卡茨、圣马涅。

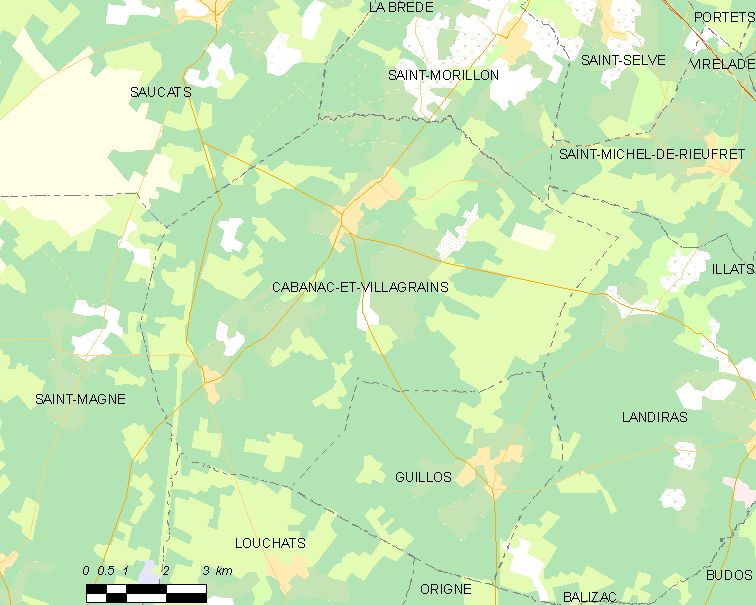
卡巴纳克和维拉格兰的OSM定位图

卡巴纳克和维拉格兰的时区为UTC+01:00、UTC+02:00（夏令时）。

## 行政
卡巴纳克和维拉格兰的邮政编码为33650，INSEE市镇编码为33077。

## 政治
卡巴纳克和维拉格兰所属的省级选区为拉布雷德县。

## 人口

1962-2008年间卡巴纳克和维拉格兰人口变化图示

卡巴纳克和维拉格兰于2022年1月1日时的人口数量为2400人。